# Smithsonian Folkways Recordings
Smithsonian Folkways Recordings es la compañía discográfica de la Smithsonian Institution, caracterizada por documentar, preservar y distribuir música folclórica y música del mundo en general, continuando así el trabajo de su fundador Moses Asch, el cual fundó el sello discográfico Folkways Records en 1948. En 1987, la Smithsonian Institution adquirió Folkways Records, renombrándolo a Smithsonian Folkways Recordings y convirtiéndolo en una rama del Smithsonian Institution's Center for Folklife and Cultural Heritage el cual preserva la colección y los archivos de Ralph Rinzler. Otra rama de Smithsonian Folkways es Smithsonian Global Sound, el cual utiliza Internet para documentar, grabar, archivar, catalogar y digitalizar música y otras expresiones de arte verbal, distribuyéndolos a través del World Wide Web. 

## Historia
Folkways Records & Service Co fue fundada en 1948 por Moses Asch y Marian Distler en la ciudad de Nueva York, con la misión de grabar y documentar música de todo el mundo. Desde 1948 hasta el fallecimiento en 1986 de Asch, Folkways Records distribuyó 2.168 discos, siendo éstos muy diversos en cuanto a su contenido, incluyendo música contemporánea y tradicional, textos hablados, poesía, grabaciones educativas multilingües, grabaciones de comunidades de personas y sonidos de la naturaleza. 
Folkways fue una de las primeras compañías discográficas en ofrecer discos de "música del mundo", siendo también uno de los primeros precursores en ofrecer música de intérpretes y compositores tales como Woody Guthrie, Pete Seeger y Leadbelly, los cuales conformaron el núcleo del resurgir de la música folclórica americana.
La Smithsonian Institution Center for Folklife and Cultural Heritage, con sede central en Washington D. C., adquirió en 1986, tras el fallecimiento de Asch, las grabaciones de Folkways. Dicha adquisición fue iniciada por Ralph Rinzler, de Smithsonian, antes del fallecimiento de Asch y finalizada por la propia familia de Asch para asegurarse que tanto las grabaciones de sonidos, como de intérpretes, pudieran preservarse para posteriores generaciones. Como resultado de dicha adquisición, se aceptó el continuar con la política de Asch, basada en que los 2.168 discos de la compañía seguirían vendiéndose, independientemente de cual fuera el número de sus ventas.
Desde aquel periodo, el sello discográfico se renombró a Smithsonian Folkways Recordings, aumentando la colección de Asch con grabaciones de otras compañías discográficas, como Cook Records, Monitor Records, Fast Folk Magazine Recordings, Dyer-Bennet Records y Paredón Records, junto con la publicación de 300 grabaciones nuevas.
La misión principal de Smithsonian Folkways indica: "continuar con el legado de Moses Asch, quien fundó Folkways Records en 1948, para documentar la "música del pueblo". Así mismo "están dedicados a ayudar a la diversidad cultural y a incrementar la convivencia entre las personas mediante la documentación, preservación y distribución del sonido" indicando que "la diversidad cultural y musical contribuye a la vitalidad y calidad de la vida por todo el mundo". Al distribuir grabaciones musicales, intentan "reforzar el compromiso de las personas con su propia herencia cultural y mejorar su apreciación y conocimiento de otras herencias culturales" 